# Tachymeter

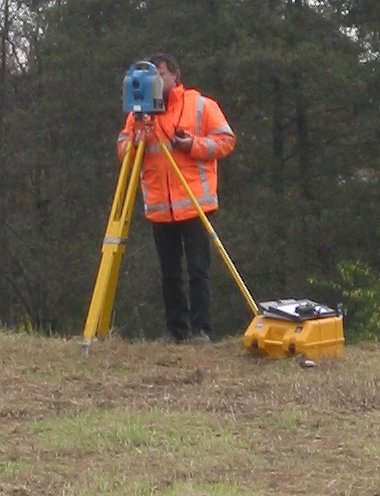
Figuur 1. Tachymeter

Een tachymeter, ook bekend als totaalstation of total station (TS), is de combinatie van een theodoliet en een afstandsmeter. Een theodoliet is een hoekmeetinstrument dat wordt gebruikt om hoeken ('richtingen') te meten en wordt op dit moment weinig meer gebruikt (alleen voor specifieke toepassingen zoals het meten van de verticaliteit en het in lijn brengen van punten op bouwterreinen). Het woord tachymeter is afgeleid van het Oudgriekse ταχύς, tachus, dat 'snel' betekent.

## Beschrijving en gebruik
Meestal is de hoekaflezing digitaal en zorgt een ingebouwde computer voor de aansturing hiervan.
De gegevens die een tachymeter feitelijk kan meten zijn:
- horizontale richting
- verticale hoek
- (schuine) afstand.

De schuine afstand kan omgerekend (gereduceerd) worden naar de horizontale afstand. Tweedimensionaal gezien vormen de horizontale hoek en horizontale afstand  samen poolcoördinaten, die omgerekend kunnen worden naar rechthoekige coördinaten met een X- en Y-as. Ook is het mogelijk om met een tachymeter hoogtes (Z-coördinaat) te bepalen (zie trigonometrische hoogtemeting). In Nederland wordt voor het platte vlak (2-dimensionaal) vrijwel uitsluitend gebruikgemaakt van het Rijksdriehoekscoördinatenstelsel, ook wel RD genoemd. Voor België wordt veelal gewerkt in het Lambert72-coördinatenstelsel (dat samenhangt met de in België gebruikte Lambertprojectie. Voor de verticale component zijn dit in Nederland het NAP en in België de TAW.
Huidige instrumenten (veelal total station genaamd) kunnen de berekeningen zelf uitvoeren, waarbij de coördinaten in beeld verschijnen en opgeslagen worden. De modernste tachymeters kunnen zelfs een kaartje weergeven van de gemeten punten. 

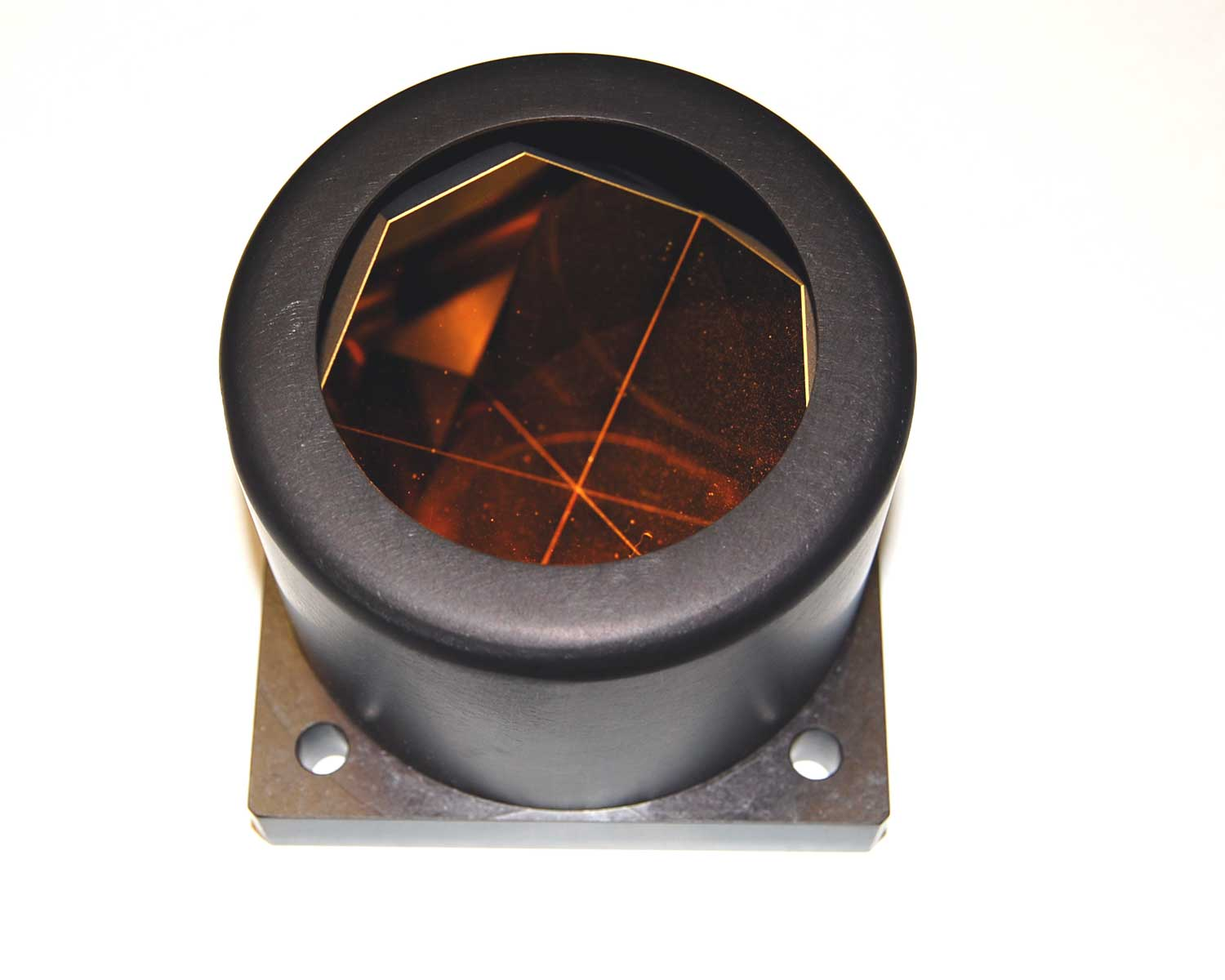
Figuur 2. Retroreflecterend prisma

Ook is het mogelijk om punten vanuit een ontwerptekening uit te zetten in het terrein met de tachymeter. Eerst wordt daarbij de positie van de tachymeter bepaald met behulp van bekende punten. Vervolgens wordt de berekening omgekeerd uitgevoerd en wordt met behulp van meerdere metingen informatie verkregen over waar het uit te zetten punt zich bevindt.
Tachymeters maken gebruik van elektro-optische afstandmeting. De meeste voor tachymetrie gebruikte afstandmeters maken gebruik van infrarood licht. De nauwkeurigheid is in de praktijk vooral afhankelijk van de nauwkeurigheid van de opstelling van het prisma (zie figuur 2) en van de tachymeter.

## Horloges

Figuur 3. Tachymeterschaal (buitenste ring) op een analoog horloge, de rode wijzer is de secondewijzer van de stopwatch

Er bestaan tevens horloges met een tachymeterfunctie. Door het vooraf invoeren van de af te leggen afstand en het laten bijhouden van de tijd die nodig was om deze afstand af te leggen, kan de snelheid in bijvoorbeeld kilometers per uur verkregen worden. Vaak hebben dergelijke horloges een standaardafstand van een kilometer, op een schaal rond het uurwerk staan dan de snelheden die behaald zijn als deze kilometer in een bepaald aantal seconden afgelegd is, bijvoorbeeld 60 km/u bij 60 seconden, 103 km/u bij 35 seconden (zie figuur 3), 120 km/u bij 30 seconden enzovoorts.